# Offre groupée
Une offre groupée,, un bundle, ou un paquetage promotionnel, est un ensemble de produits vendus ensemble.
Ce terme marketing est parfois utilisé en informatique pour désigner une offre commerciale composée, en plus du produit principal, d'accessoires, de logiciels supplémentaires ou d'une extension de garantie.